# Anton Dedaj
Anton Dedaj (ur. 14 kwietnia 1980 w Prizrenie) – chorwacki i albański były piłkarz pochodzenia kosowskiego.